# Chaumot (Yonne)
Chaumot è un comune francese di 697 abitanti situato nel dipartimento della Yonne nella regione della Borgogna-Franca Contea.

## Società

### Evoluzione demografica
Abitanti censiti